# Un lloc entre els morts
Un lugar entre los muertos es una novela escrita por Maria Aurèlia Capmany publicada el 1967, que narra la peripecia vital e intelectual de un joven escritor con influencias ilustradas de la Revolución Francesa que lucha contra la sociedad burguesa de la Barcelona del siglo XIX. Fue galardonada con el premio Sant Jordi el 1968.
Un lugar entre los muertos es una de las obras con la cual la autora se acerca a la novela histórica. La acción se sitúa en el paso del siglo XVIII al XIX con la invasión del general Duhesne y la influencia francesa.  De una banda se centra en escenarios y personajes reales: Barcelona, Cervera, o Venecia, y como el mismo general Duhesne, pero de la otra, el protagonista es un personaje de ficción, Jeroni Campdepadrós y Jansana, heredero d'una familia rica que muerto prematuramente y que escribe unas memorias `las cuales su mujer destruirá después de su muerte y solo quedarán algunos poemas, fragmentos y cartas. El narrador reconstruirá su vida a través de estos fragmentos pero, sobre todo a partir de deducciones personales. La obra sigue cronológicamente la existencia del protagonista: la muerte de la madre, el enfrentamiento con el padre, el casamiento con Carolina, la amistad con Eresme Bonsoms, etc.
Fue publicada el 1967 por la editorial Nova Terra, reeditada por el Editorial Laia el 1979, por Ediciones 62, el 1984 y por Ediciones Proa el 1999.

## Documentalː Maria Aurèlia Capmany habla de la obra
El 1969, el director Joaquim Jordà, con Joan Enric Lahosa como coguionista y asesor, rodó un documental en el cual entrevistaba la autora sobre sus personajes de ficción y concretamente sobre Jeroni Campdepadrós y Jansana. Se hizo el rodaje, en tan solo un día en casa de la escritora en Barcelona, en 16 mm, blanco y negro y doble banda, para ser exhibido en Barcelona con ocasión de los Premios de Honor de las Letras Catalanas, puesto que los organizadores habían pedido una película en catalán para poder proyectar durante el acto, pero no había ninguna disponible. Con posterioridad, fue seleccionada para participar en un festival cinematográfico en Alguer, pero a partir de aquí su rastro desaparece, hasta que se encontró la única copia,  en el archivo de la Filmoteca de la Generalidad de Cataluña.

## Teatro
TVE Cataluña la llevó al teatro con Sergi Schaaff como realizador, y la participación de Enric Majó, Àngels Moll, Rosa Maria Sardà, Jordi Serrat, Felip Peña, Montserrat Carulla y Paquita Ferràndiz. Fue emitida el 25 de mayo de 1976 en La2.